# Stonogobiops
A Stonogobiops a csontos halak (Osteichthyes) főosztályának a sugarasúszójú halak (Actinopterygii) osztályába, ezen belül a sügéralakúak (Perciformes) rendjébe, a gébfélék (Gobiidae) családjába és a Gobiinae alcsaládjába tartozó nem.

## Rendszerezés
A nembe az alábbi 7 faj tartozik:
- Stonogobiops dracula Polunin & Lubbock, 1977 - típusfaj
- Stonogobiops larsonae (Allen, 1999)
- Stonogobiops medon Hoese & Randall, 1982
- Stonogobiops nematodes Hoese & Randall, 1982
- Stonogobiops pentafasciata Iwata & Hirata, 1994
- Stonogobiops xanthorhinica Hoese & Randall, 1982
- Stonogobiops yasha Yoshino & Shimada, 2001